# Alinonga
Alinonga ist eine winzige unbewohnte Insel in der tonganischen Inselgruppe Vavaʻu.

## Geographie
Alinonga liegt zusammen mit Kulo und dem Felsen Tangatasito in einer eigenen kleinen Bucht, die von Nuapapu, Vaka Eitu, Langitau und Lape gebildet wird. Die Insel liegt nur wenige hundert meter südlich des Hauptortes Nopapu von Nuapapu.

## Klima
Das Klima ist tropisch heiß, wird jedoch von ständig wehenden Winden gemäßigt. Ebenso wie die anderen Inseln der Vavaʻu-Gruppe wird Alinonga gelegentlich von Zyklonen heimgesucht.